# Brunnbäck
Brunnbäck är ett litet samhälle 8 km sydost om Avesta och i närheten av Krylbo i Dalarna, vid Dalälven. 
År 1521 stod här slaget vid Brunbäcks färja, där ett uppbåd av dalkarlar under ledning av Peder Svensson från Vibberboda och Olof Bonde från Norrbärke slog ner en här av danska knektar genom en kringgående rörelse och ett anfall som tvingade ner danskarna i älven.
Brunbäcks färja var ett färjställe vid Dalälven, i en vacker nejd i Folkärna socken. Platsen, förr räknad som Dalarnas slutpunkt i söder och såsom gränsort livligt trafikerad samt av en viss betydelse, är särskilt bekant för dalkarlarnas seger där över Kristian II:s trupper i april 1521. 